# Straßenbahnen im Département Haute-Vienne

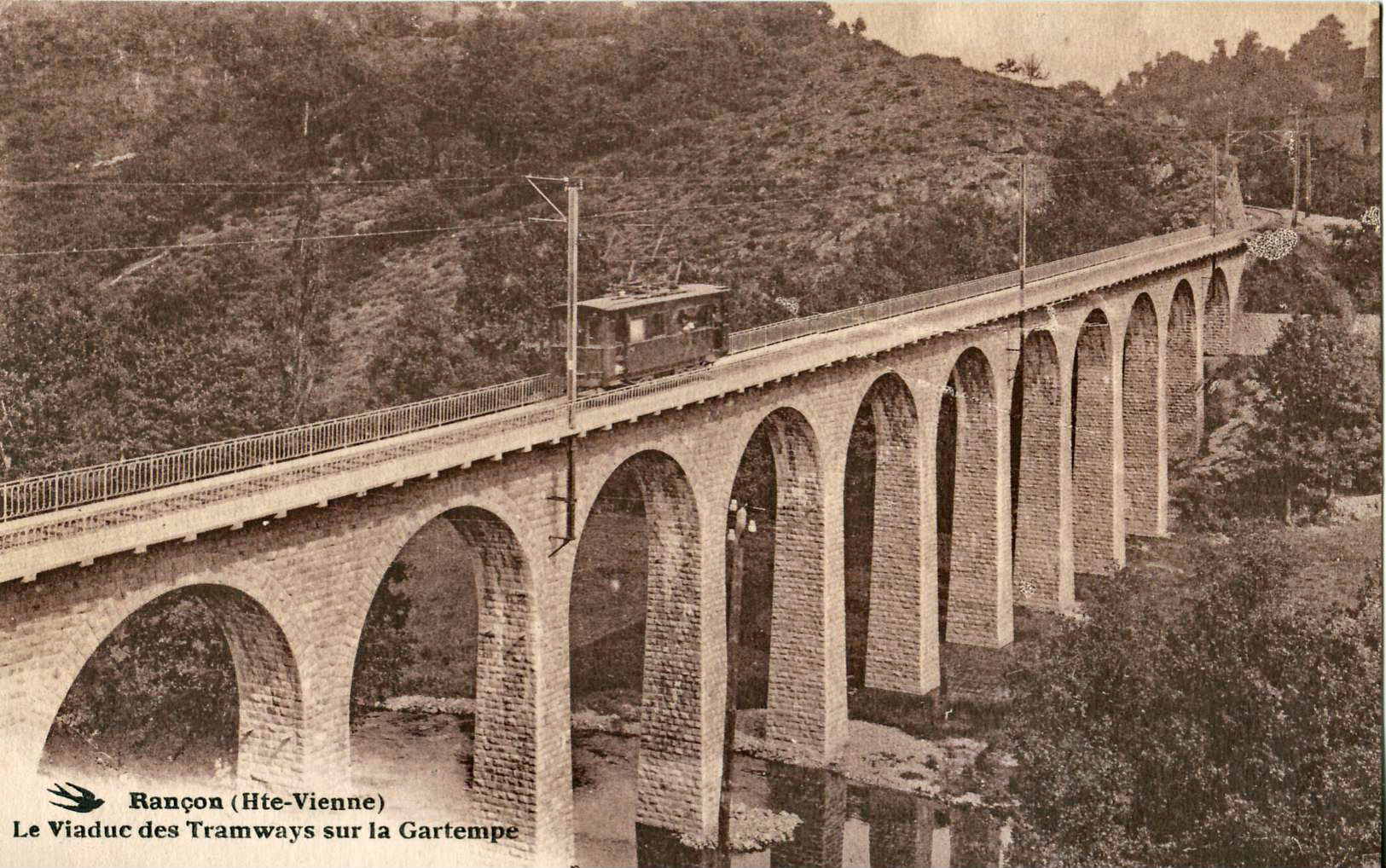
Triebwagen der CDHV auf dem Viaduc de Rancon

Die Straßenbahnen im Département Haute Vienne, französisch Chemins de Fer départementaux de la Haute-Vienne (abgekürzt CDHV), waren das Netz elektrischer Überlandstraßenbahnen im französischen Département Haute-Vienne mit einer Gesamtlänge von 318 Kilometern.

## Geschichte

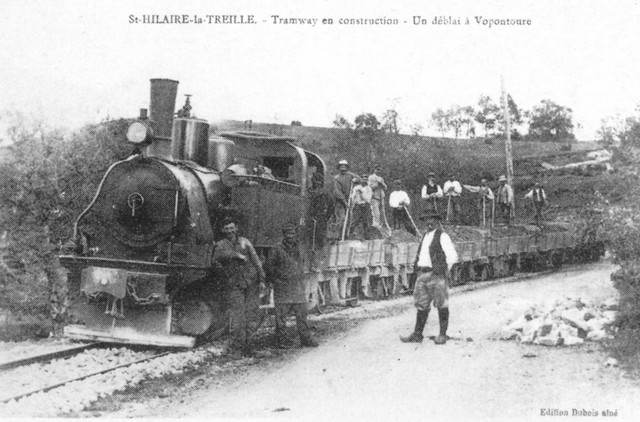
Borsig-Dampflokomotive vor Bauzug in Saint-Hilaire-la-Treille (Strecke Limoges–Saint-Sulpice-les-Feuilles, ca. 1911)

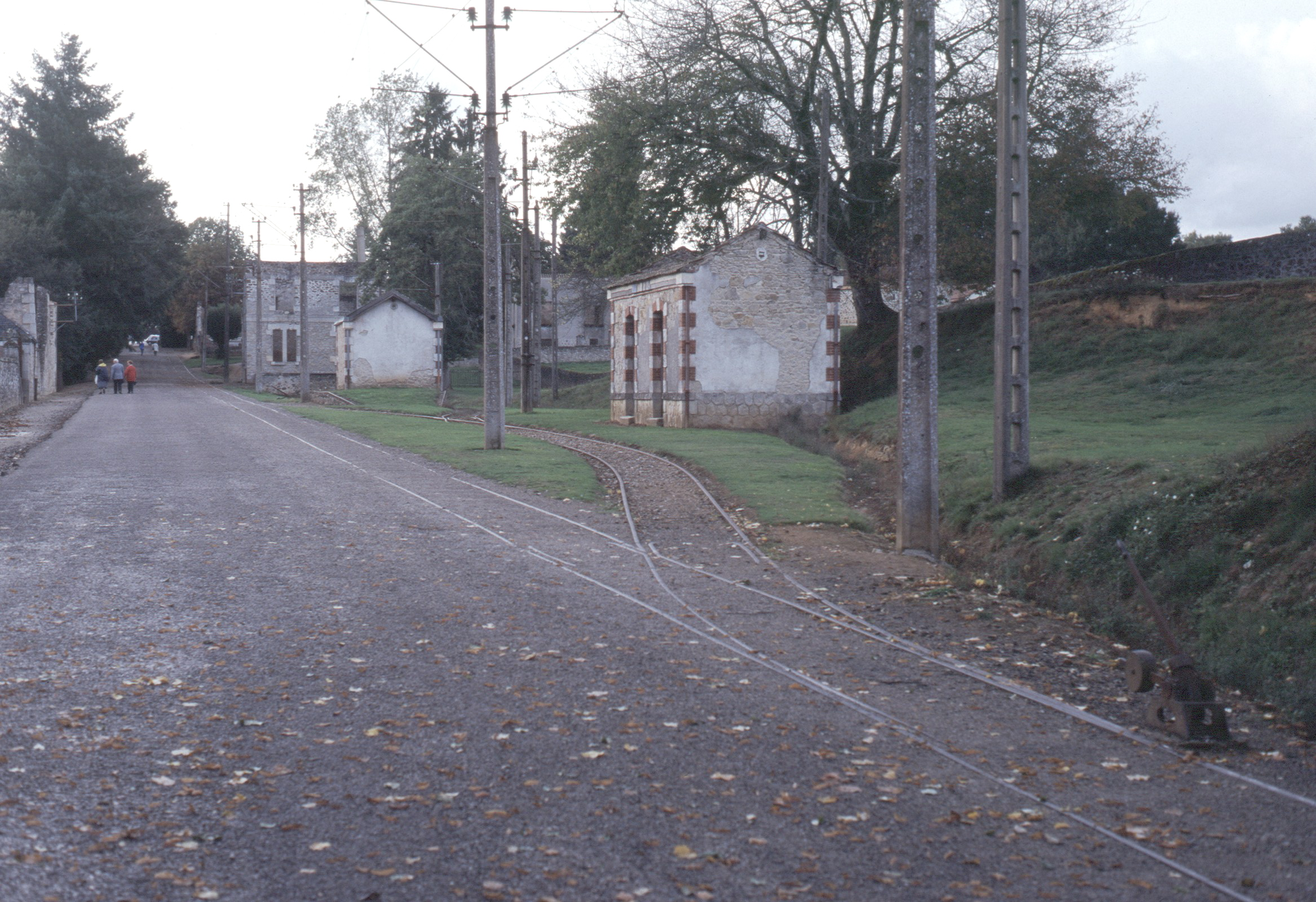
Ehemaliger Bahnhof Oradour-sur-Glane (Strecke Limoges–Saint-Junien, 1998)

Erste Anträge bezüglich des Baus einer schienengebunden Verkehrsverbindung im Département Haute-Vienne reichen sogar bis ins Jahr 1861 zurück. Als Anfang des 20. Jahrhunderts die ersten Elektrizitätswerke im Département entstanden, schien eine derartige Verbindung als elektrische Bahn näher zu rücken. Die endgültige Entscheidung für den Bau einer Straßenbahn von Limoges in das Umland fiel jedoch erst 1902. Drei Jahre später wurde bestimmt, dass Straßenbahnstrecken von Limoges nach Saint-Mathieu, Saint-Sulpice-les-Feuilles, Bussière-Poitevine und Eymoutiers, sowie langfristig auch nach Peyrat-le-Château errichtet werden sollten.
Schließlich wurde 1908, nach anderen Quellen 1909, eine erste Strecke eröffnet. Sie verband Limoges mit Aixe-sur-Vienne.
Die meisten Streckeneröffnungen erfolgten im Jahr 1912, darunter auch die der Linie 4 (später 5) zwischen Limoges und Peyrat-le-Château über Eymoutiers, die eine Länge von 53 km und eine Fahrtdauer von drei Stunden und zehn Minuten aufwies. Während der Bauzeit wurde Weihnachten 1908 das erste Elektrizitätswerk in Eymoutiers errichtet. Das Elektrizitätswerk für die lokale Straßenbahn wurde mittels Wasserkraft betrieben.
Für die Abwicklung des Straßenbahnverkehrs im Département war die Compagnie des Chemins de Fer Départementaux de la Haute-Vienne zuständig. Die Fahrtkosten für eine Fahrt mit den Straßenbahnen lagen zwischen einem und drei Francs in der ersten Klasse und meist 40 Centimes in der zweiten Klasse.
Bereits 1936 wurden mehrere Straßenbahnlinien stillgelegt, die nicht mehr rentabel erschienen, die Netzlänge reduzierte sich auf 276 km. Schon 1939 war ein Großteil der stillgelegten Gleise abgebaut. Dennoch wurde 1938 ein Höchstwert von 2,2 Millionen Fahrgästen erreicht. Auf den verbliebenen Strecken wurde im Zweiten Weltkrieg die Trasse in Oradour-sur-Glane während des Massakers von Oradour schwer beschädigt.
Da das Automobil nun an Popularität gewann und der motorisierte Individualverkehr zunahm, verlor die Straßenbahn an Bedeutung zur Erschließung des Départements. 1948 wurde daher entschieden, die Straßenbahn aufzugeben, sodass am 28. Januar 1949 die letzten Züge fuhren. Anfang der 1950er Jahre wurden fast alle Gleise demontiert.
Durch die Renaissance der Straßenbahn in Frankreich wird in neuerer Zeit jedoch über die Wiedereinführung eines straßenbahnähnlichen Öffentlichen Personennahverkehrs nachgedacht.

## Netz
Es wurden acht Linien betrieben:
- Ligne 1: Limoges – Rochechouart

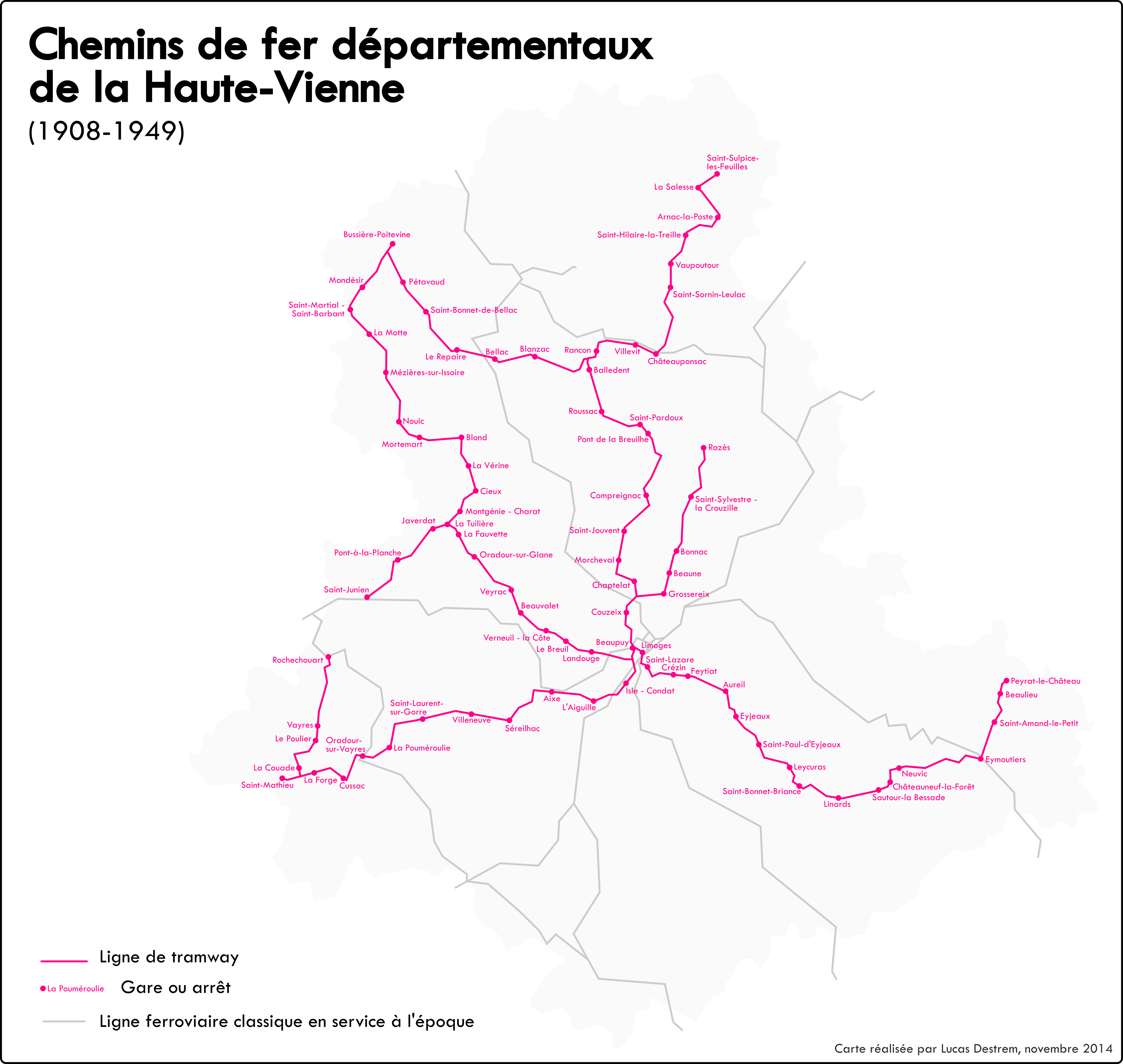
Streckennetz der CDHV

- Ligne 2: Limoges – Saint-Sulpice-les-Feuilles
- Ligne 3: Limoges – Saint-Junien
- Ligne 4: Limoges – Bussière-Poitevine
- Ligne 5: Limoges – Peyrat-le-Château
- Ligne 6: Limoges – Razès
- Ligne 7: Bussière-Poitevine – Rancon
- Ligne 8: Limoges – Aixe-sur-Vienne

Die Straßenbahn war mit dem Netz der Straßenbahn Limoges verbunden.

## Fahrzeuge
Ab 1908 fuhr zunächst ein Brill genannter Wagentyp, sowie auch Triebwagen der Straßenbahn Limoges. Ab 1912 wurden verschiedene Wagentypen der Société Franco-Belge eingesetzt. Die Wagen besaßen meist 21 Sitze, davon waren acht Sitze für Fahrgäste der ersten Klasse vorbehalten.
Einige der Wagen sind heute als Spielzeugmodelle erhältlich.

## Relikte

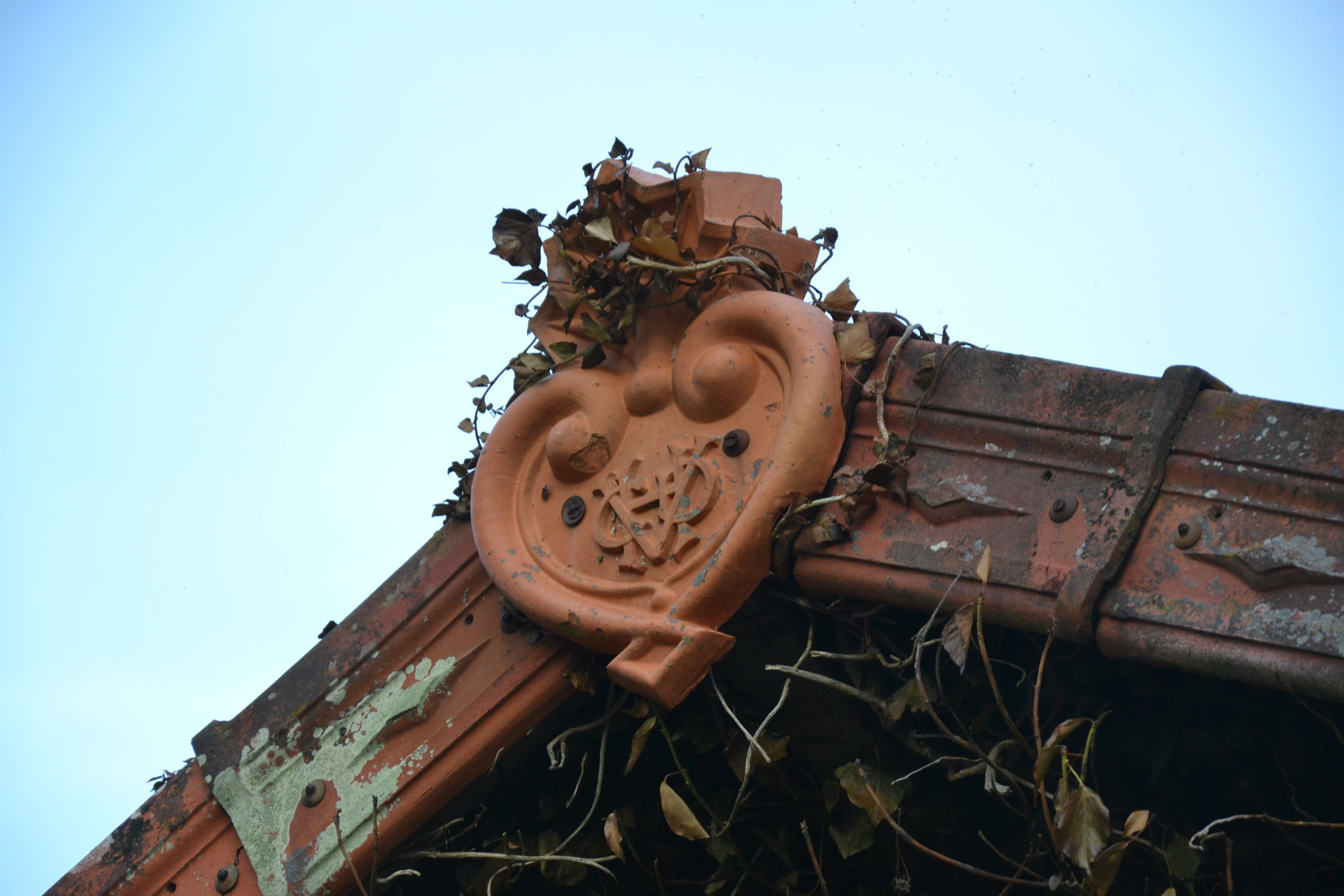
Rosette in Villevit

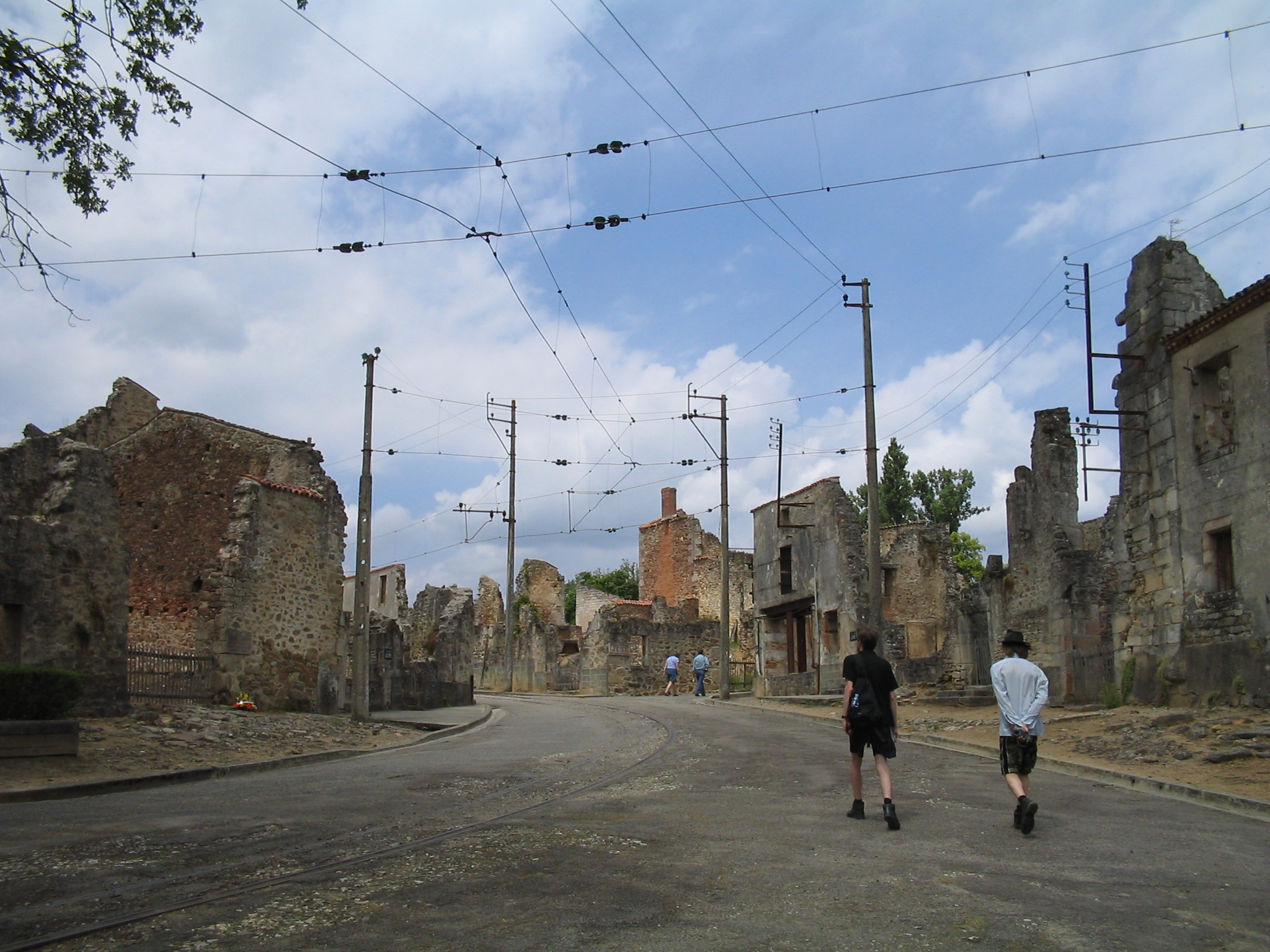
Überreste des Tramway de Haute-Vienne in Oradour-sur-Glane

Von den Strecken ist bis auf einige Oberleitungsrosetten heute fast nichts mehr erhalten. Einige Trassenverläufe sind heute noch im Gelände erkennbar, zum Teil stehen auch noch die Brückenbauwerke, darunter der Viaduc de Rancon. Zudem erinnern auch Straßennamen oder andere Schilder vor Ort an die Straßenbahn.
In der durch Soldaten der Waffen-SS 1944 beim Massaker von Oradour zerstörten Gemeinde Oradour-sur-Glane sind bis heute Schienen und Oberleitungsmasten der Straßenbahn im Ortsbild erhalten geblieben und stehen unter Denkmalschutz.